# Stanisław Jawor
Stanisław Jawor (ur. 1960 w Myślenicach) – polski artysta fotograf. Członek rzeczywisty Okręgu Krakowskiego Związku Polskich Artystów Fotografików. Członek założyciel Stowarzyszenia Myślenickiej Grupy Fotograficznej mgFoto. Wiceprezes Zarządu Towarzystwa Fotograficznego IDIA.

## Życiorys
Stanisław Jawor związany z małopolskim środowiskiem fotograficznym – mieszka i tworzy w Polance koło Myślenic. Miejsce szczególne w jego twórczości zajmuje fotografia architektury, fotografia dokumentalna, fotografia krajobrazowa, fotografia reportażowa oraz fotografia otworkowa. Jest organizatorem, współorganizatorem wielu warsztatów, pokazów multimedialnych i plenerów fotograficznych; krajowych, międzynarodowych – w Polsce i za granicą. Jest organizatorem i współorganizatorem wielu wystaw fotograficznych, prezentujących twórczość polskich i zagranicznych fotografów. Uczestniczy w pracach jury wielu konkursów fotograficznych.
Stanisław Jawor jest autorem wielu wystaw fotograficznych; indywidualnych, zbiorowych, poplenerowych oraz pokonkursowych – na których otrzymał wiele akceptacji, nagród i wyróżnień. Jego fotografie były prezentowane m.in. na Litwie, Słowacji, we Włoszech oraz w Polsce. W 2006 roku był jednym ze współzałożycieli Myślenickiej Grupy Fotograficznej mgFoto – od 2009 ze statusem stowarzyszenia – będącego obecnie członkiem zbiorowym Fotoklubu Rzeczypospolitej Polskiej Stowarzyszenia Twórców.
W 2013 roku został przyjęty w poczet członków Fotoklubu Rzeczypospolitej Polskiej Stowarzyszenia Twórców. Decyzją Komisji Kwalifikacji Zawodowych Fotoklubu RP, otrzymał dyplom potwierdzający kwalifikacje do wykonywania zawodu artysty fotografa, fotografika (legitymacja nr 352). Prace Stanisława Jawora zaprezentowano w Almanachu (1995–2017), wydanym przez Fotoklub Rzeczypospolitej Polskiej Stowarzyszenie Twórców, w 2017 roku. W 2017 roku został przyjęty w poczet członków rzeczywistych Okręgu Krakowskiego Związku Polskich Artystów Fotografików (legitymacja nr 1201).
W 2018 roku został uhonorowany Medalem „Za Zasługi dla Fotografii Polskiej” – odznaczeniem przyznawanym przez Kapitułę Fotoklubu Rzeczypospolitej Polskiej Stowarzyszenia Twórców – w 100. rocznicę odzyskania przez Polskę niepodległości. W działalności Fotoklubu RP uczestniczył do 2021.

## Odznaczenia
- Medal „Za Zasługi dla Fotografii Polskiej” (2018)[26][27]

## Publikacje (albumy)
- Ziemia Myślenicka wielką jest artystką (2009)[7][1]